# Союзный талер
Сою́зный та́лер (нем. Vereinstaler или Vereinsthaler) — крупная серебряная монета (18,52 г серебра 900-й пробы) и денежная единица большинства германских государств, а также Австрии и Лихтенштейна во второй половине XIX столетия.
Необходимость унификации денежных систем нескольких десятков немецких государств и стремление Австрии увеличить своё влияние на страны Германского таможенного союза привели к подписанию в 1857 году Венской монетной конвенции. Согласно договору, основной весовой единицей для стран-участниц конвенции вместо кёльнской марки становился «таможенный фунт» (нем. Zollpfund), равный 500 граммам. Была установлена монетная стопа в 30 талеров (1 таможенный лот = 1⁄30 таможенного фунта = 16 2⁄3 г), 45 австрийских и 52,5 южнонемецких гульдена из одного таможенного фунта чистого серебра. Подписание Венской конвенции вызвало целый ряд экономических последствий. Бо́льшая часть торговых расчётов, как в Южной Германии, так и в Австрии стала производиться в союзных талерах. Прусские талеры, отчеканенные до 1857 года, соответствовали новым союзным талерам и вместе с ними стали основной денежной единицей для всех германских стран. Это привело к тому, что южногерманские государства стали чеканить более 90 % союзных талеров и менее 10 % местных гульденов, в то время как до 1857 года соотношение было обратным. Это означало переход из одного монетного союза в другой. Даже Австрия выпустила наравне с гульденами значительный тираж талеров. Таким образом, Венская монетная конвенция усилила влияние Пруссии и уменьшила Австрии.
После победы во Франко-прусской войне и объединения германских государств в единую Германскую империю Венская монетная конвенция утратила значение. В 1871 году объединённая Германия приняла золотой стандарт и ввела новую денежную единицу — марку. Талер подлежал обмену на 3 марки. Союзные талеры находились в обращении до 1907 года включительно.

## Предпосылки создания

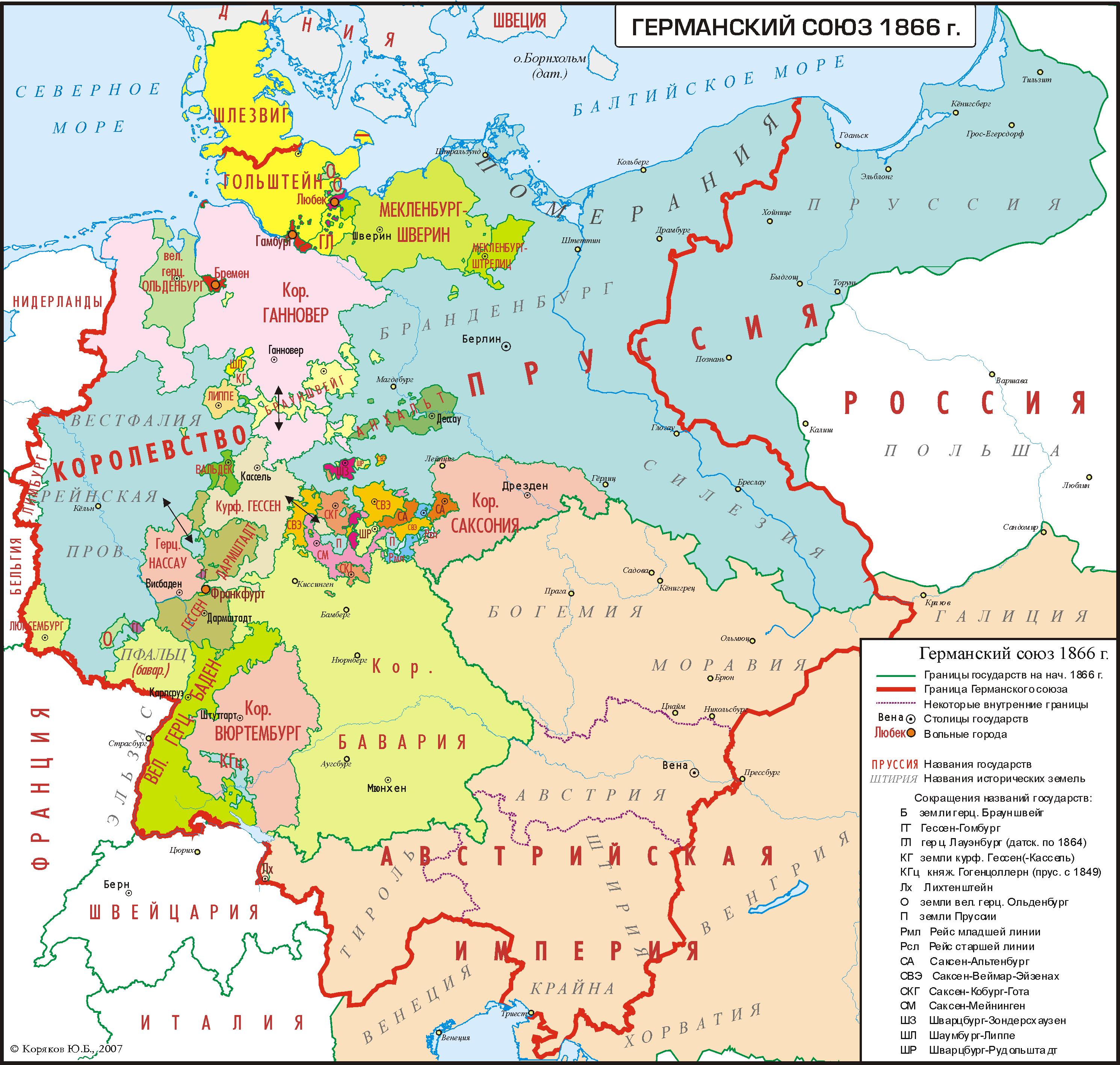
Карта Германского союза в 1866 году

По результатам Венского конгресса 1815 года одновременно существовало несколько десятков государственных образований (королевств, великих герцогств, герцогств, княжеств и вольных городов) с преобладающим немецким населением. Все они обладали полным суверенитетом определять свою внутреннюю и внешнюю политику, в том числе тип и вес циркулирующих на их территории монет. Чрезвычайное разнообразие денежных систем приводило к целому ряду трудностей. Резко возрастали транзакционные издержки, постоянная необходимость обменивать одни деньги на другие при переезде в соседнюю область создавала неудобства не только для путешественников, но и для проведения торговых операций.
Отсутствие единой денежной системы создавало целый ряд трудностей для торговых взаимоотношений. Германский союз в 1815 году снял все ограничения на передвижение населения по своей территории. Результатом стали миграционные процессы, определяемые рынком труда. Таможенные барьеры были упразднены в 1834 году при создании Таможенного союза. В него вошло большинство германских государств. Одним из пунктов договора была декларация о необходимости унификации монетных систем.
25 августа 1837 года южногерманскими государствами был подписан Мюнхенский монетный договор, в соответствии с которым был создан Южно-Германский монетный союз с единой монетной стопой: 24,5 гульдена из кёльнской марки (233,855 г чистого серебра). Соответственно, 1 гульден содержал около 9,5 г чистого серебра. Разменной монетой стал крейцер. 60 крейцеров составляли 1 гульден. В свою очередь, различные государства, входящие в монетный союз, чеканили производные крейцера — 1⁄2 и 1⁄4 крейцера, пфенниги и геллеры.
Большинство немецких государств, не вошедших в Южно-Германский монетный союз, в 1838 году подписали Дрезденскую монетную конвенцию. Учитывая необходимость унификации денежных систем, согласно подписанному договору, была принята следующая монетная стопа: 7 двойных талеров (нем. Doppeltaler) из марки. Таким образом, новая денежная единица стала эквивалентной двум прусским талерам и 3,5 гульденам Южно-Германского монетного союза. 1 талер был равен 30 грошам. В Саксонии грош состоял из 10 пфеннигов, в то время как в других государствах из 12, что создавало целый ряд неудобств.
После революции 1848—1849 годов в немецких государствах всё острее становился вопрос об объединении Германии либо по малогерманскому (без участия Австрии), либо по великогерманскому (с участием Австрии) путям. Процесс создания единого государства затрудняло наличие нескольких систем денежного обращения. Очередной попыткой их унификации стала Венская монетная конвенция.

## Венская монетная конвенция
В 1854 году был согласован компромиссный договор. Страны-участники договорились создать общую монетную систему между Австрией и германским таможенным союзом. В ходе переговоров представители Австрии настаивали на введении золотого стандарта. Это предложение было категорически отвергнуто большинством германских государств, так как ослабляло их местную валюту. Для Пруссии, чей талер был основной денежной единицей таможенного союза, введение золотого стандарта было крайне невыгодным. В результате в 1857 году была подписана Венская монетная конвенция, которая унифицировала валюты стран Южно-Германского монетного союза, стран-участниц Дрезденской конвенции и Австрии.
Согласно Венской монетной конвенции, основной весовой единицей для стран-участниц конвенции вместо кёльнской марки становился «таможенный фунт» (нем. Zollpfund), равный 500 граммам. Для стран Дрезденской монетной конвенции устанавливалась монетная стопа в 30 талеров из одного таможенного фунта, для Южно-Германского монетного союза — 52,5 гульдена, для Австрии — 45 гульденов. Подписание этого договора означало незначительное обесценивание двух немецких денежных единиц (на 0,22 %) при сохранении обменного курса — 2 талера = 3,5 гульдена. При этом австрийский гульден обесценился на 5,22 %. Одновременно Австрия перешла на десятичную монетную систему, 1 гульден стал равен 100 крейцерам.
В результате подписания Венской монетной конвенции основной денежной единицей союза стал союзный талер со следующими зафиксированными соотношениями: 1 союзный талер = 1,5 австрийских гульдена = 1 3/4 южногерманских гульдена.
Кроме этого конвенцией предусматривался выпуск золотых монет — союзных крон и полукрон (50 и 100 из одного таможенного фунта). Обязательный курс для обмена кроны на талеры и гульдены введён не был. Он зависел от рыночных соотношений цен на золото и серебро. В результате золотые монеты в государствах-участниках венской монетной конвенции не получили широкого распространения, а их тиражи были незначительными.
Подписание Венской конвенции вызвало целый ряд экономических последствий. Большая часть торговых расчётов, как в Южной Германии, так и в Австрии стала производиться в союзных талерах. Прусские талеры, отчеканенные до 1857 года, по сути соответствовали новым союзным талерам и вместе с ними стали основной денежной единицей для всех германских государств. Это привело к тому, что южногерманские государства стали чеканить более 90 % союзных талеров и менее 10 % местных гульденов, в то время как до 1857 года соотношение было обратным. По сути это означало переход из одного монетного союза в другой. Даже Австрия выпустила наравне с гульденами значительный тираж талеров. Таким образом, Венская монетная конвенция усилила влияние Пруссии и уменьшила Австрии.

## Монетные типы союзных талеров
Общей характеристикой крупных серебряных монет, отчеканенных по монетной стопе 30 союзных талеров из 500 г чистого серебра является указание того, какая часть таможенного фунта серебра (500 г) содержится в данной конкретной монете. Так, на реверсе или гурте союзных талеров располагалась надпись XXX EIN PFUND FEIN (1/30 фунта чистого серебра). На двойных талерах соответственно XV EIN PFUND FEIN (1/15 фунта чистого серебра), на 1/6 союзного талера CLXXX EIN PF. F. (1/180 фунта чистого серебра). На монетах с выражением номинала в зильбергрошенах (1 союзный талер приравнивался к 30 зильбергрошенам) помещалось указание того, какую часть талера представляет данная монета — 2 ½ зильбергрошена — 12 EINEN TALER (1/12 часть талера), 1 зильбергрошене — 30 EINEN TALER (1/30 часть талера), ½ зильбергрошена — 60 EINEN TALER (1/60 часть талера).
В данном разделе рассматриваются непосредственно союзные талеры. Одновременно выпускали и их производные, а именно монеты номиналом в 1/3, 1/6 и 2 союзных талера.

### Немецкие государства

#### Ангальт

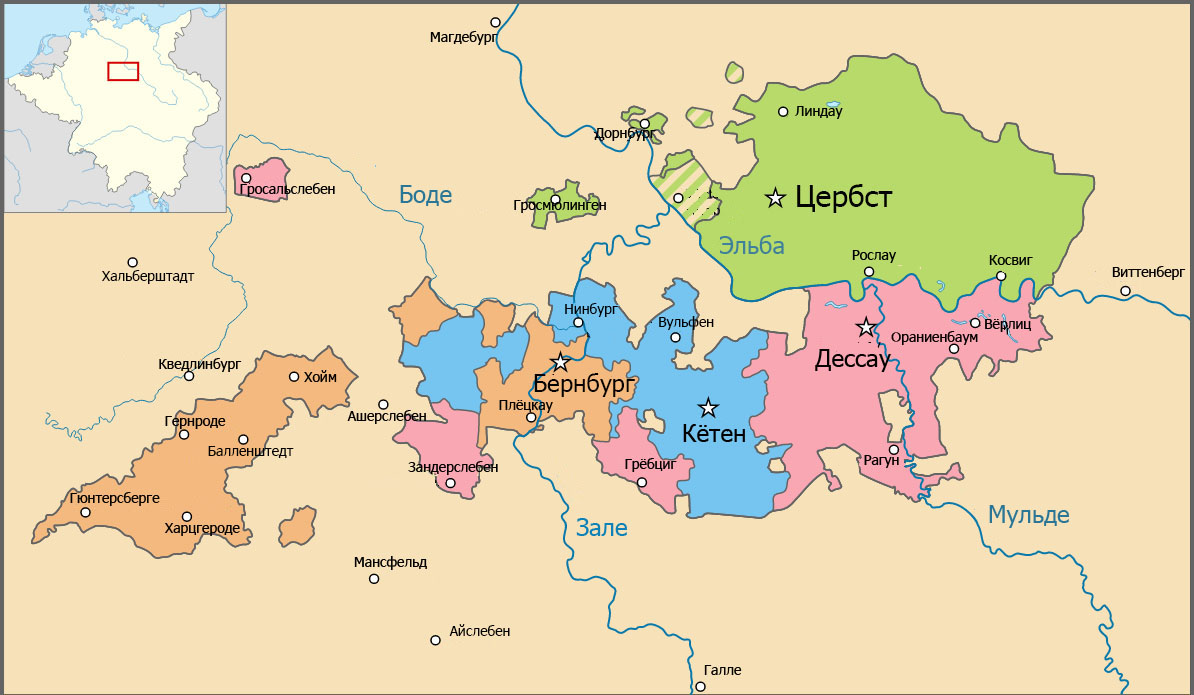
Карта Ангальта в 1793 году

В 1603 году, после непродолжительного воссоединения земель Ангальта в единое государство, он был разделён между 5 сыновьями князя Иоахима Эрнста. Один из братьев отказался от своих владений, предпочтя денежную компенсацию. В 1635 году князьями было принято соглашение согласно которому старший из них будет представлять Ангальт в рейхстаге Священной Римской империи. Также, законы о первородстве предотвратили дальнейшее дробление земель. По мере угасания различных ветвей рода происходило воссоединение Ангальта в единое государство. В 1793 году умер князь Ангальт-Цербста и брат российской императрицы Екатерины II Фридрих Август. Его владения перешли к князьям Ангальт-Бернбурга. После пресечения ангальт-кётенской линии рода в 1853 году произошло объединение Ангальт-Кётена и Ангальт-Дессау. В 1863 году умирает бездетным князь Ангальт-Бернбурга Александр Карл. Земли Ангальта были вновь воссоединены в единое государство герцогство Ангальт.
Так как союзные талеры выпускали с 1857 по 1871 год, а объединение Ангальт-Бернбурга и Ангальт-Дессау произошло в 1863 году, то существуют монеты данного типа Ангальт-Бернбурга, Ангальт-Дессау и единого герцогства Ангальт. В честь воссоединения в 1863 году был выпущен памятный союзный талер с надписью «HERZOGTUM ANHALT GETHEILT 1603 VEREINT 1863» (рус. Герцогство Ангальт разделилось в 1603, воссоединилось в 1863)
| Аверс            | Реверс | Гурт                                             | Описание аверса | Описание реверса | Годы чеканки     | Монетный двор | Тираж             |
| ---------------- | ------ | ------------------------------------------------ | --- | --- | ---------------- | ------------- | ----------------- |
| Ангальт-Бернбург |        |                                                  | | |                  |               |                   |
|                  |        | GOTT SEGNE ANHALT (рус. Боже благослови Ангальт) | Герцог Ангальт-Бернбурга Александр Карл | Герб, который держат геральдические животные Ангальта медведи, круговая надпись «EIN VEREINSTHALER XXX EIN PFUND FEIN» | 1859             | Берлин        | 24 000            |
|                  |        | GOTT SEGNE ANHALT (рус. Боже благослови Ангальт) | Центральная надпись «SEGEN DES ANHALT BERGBAUES» (рус. Из благ рудников Ангальта), круговая надпись «ALEXANDER CARL HERZOG ZU ANHALT» (рус. Александр Карл герцог Ангальта) | В центре часть крепостной стены на которой расположен медведь в короне, круговая надпись «EIN VEREINSTHALER XXX EIN PFUND FEIN» | 1861—1862        | Берлин        | Суммарно — 30 000 |
| Ангальт-Дессау   |        |                                                  | | |                  |               |                   |
|                  |        | GOTT SEGNE ANHALT (рус. Боже благослови Ангальт) | Герцог Ангальт-Дессау Леопольд IV Фридрих | Герб, который держат два стоящих на задних лапах медведя. Под гербом располагается знак ордена Альбрехта Медведя, круговая надпись «EIN VEREINSTHALER XXX EIN PFUND FEIN»                                                                    | 1858, 1866, 1869 | Берлин        | Суммарно — 89 215 |
| Ангальт          |        |                                                  | | |                  |               |                   |
|                  |        | GOTT SEGNE ANHALT (рус. Боже благослови Ангальт) | Герцог Ангальта Леопольд IV Фридрих | Герб, по бокам которого расположены две дубовые ветви. Две круговые надписи, внешняя «HERZOGTUM ANHALT GETHEILT 1603 VEREINT 1863» (рус. Герцогство Ангальт, разъединено в 1603, воссоединено в 1863), внутренняя «EIN THALER 30 EIN PF. F.» | 1863             | Берлин        | Суммарно — 20 300 |

#### Бавария

Королевство Бавария на карте Германской империи

Королевство Бавария являлось самым крупным и экономически развитым южнонемецким государством. Именно в его столице Мюнхене в 1837 году был подписан монетный договор, который ознаменовал создание Южно-Германского монетного союза с основной денежной единицей гульден. Впоследствии, после Венской монетной конвенции Бавария начала массовый выпуск союзных талеров. Наравне с талерами чеканили гульдены и их производные, однако их тиражи были невелики.
Учитывая временные промежутки выпуска союзных талеров (1857—1871) их чеканили при двух королях Баварии — Максимилиане II и Людвиге II. Однако если при первом монархе появился лишь один монетный тип союзного талера, то при втором пять. Их различия обусловлены как некоторыми изменениями в изображении монарха, так и выпуском двух особых типов — мадонненталера и победного талера 1871 года.
Мадонненталер содержит изображение мадонны с младенцем. Особенностью данных монет с казалось бы нейтральным сюжетом, являлся выпуск лишь в тех государствах, население которых исповедовало католичество. В 1609 году герцог Баварии Максимилиан основал католическую лигу, которая объединила ряд германских княжеств накануне религиозной Тридцатилетней войны. Мадонненталеры стали характерными для этих стран денежными единицами. Хоть монеты с изображением мадонны с младенцем и продолжали чеканить позднее окончания религиозных войн, их выпуск производился лишь в государствах с преимущественно католическим населением.
В 1871 году в честь поражения Франции во франко-прусской войне, в которой участвовала и Бавария, был отчеканен «победный талер» с изображением женщины с венком и рогом изобилия, а также надписями «DURCH KAMPF UND SIEG ZUM FRIEDEN» (рус. Через борьбу и победу к миру) и «FRIEDENSSCHLUSS ZU FRANKFURT A. M. 10 MAI 1871» (рус. Мирный договор во Франкфурте-на-Майне 10 мая 1871).
| Аверс | Реверс | Гурт                                             | Описание аверса | Описание реверса | Годы чеканки | Монетный двор | Тираж                 |
| ----- | ------ | ------------------------------------------------ | --- | --- | ------------ | ------------- | --------------------- |
|       |        | GOTT SEGNE BAYERN (рус. Боже благослови Баварию) | Король Баварии Максимилиан II | Герб, который держат два стоящих на задних лапах льва, круговая надпись «EIN VEREINSTHALER XXX EIN PFUND FEIN» | 1857—1864    | Мюнхен        | Суммарно — 18 288 741 |
|       |        | GOTT SEGNE BAYERN (рус. Боже благослови Баварию) | Король Баварии Людвиг II. От следующего монетного типа отличает наличие пробора. Под изображением монарха знак медальерного мастера Карла Фойгта C. VOIGT                      | Герб, который держат два стоящих на задних лапах льва, круговая надпись «EIN VEREINSTHALER XXX EIN PFUND FEIN» | 1864—1866    | Мюнхен        | Суммарно — 4 385 128  |
|       |        | GOTT SEGNE BAYERN (рус. Боже благослови Баварию) | Король Баварии Людвиг II. Под изображением монарха знак медальерного мастера Карла Фойгта C. VOIGT                                                                             | Герб, который держат два стоящих на задних лапах льва, круговая надпись «EIN VEREINSTHALER XXX EIN PFUND FEIN» | 1866—1871    | Мюнхен        | Суммарно — 4 385 128  |
|       |        | GOTT SEGNE BAYERN (рус. Боже благослови Баварию) | Король Баварии Людвиг II. Изображение несколько отличается, так как штемпель для этой монеты создан другим медальером, о чём свидетельствует знак медальерного мастера J. RIES | Герб, который держат два стоящих на задних лапах льва, круговая надпись «EIN VEREINSTHALER XXX EIN PFUND FEIN» | 1871         | Мюнхен        | Суммарно — 4 385 128  |
|       |        | XXX EIN PFUND FEIN                               | Король Баварии Людвиг II. Под изображением монарха знак медальерного мастера Карла Фойгта C. VOIGT                                                                             | Сидящая на троне мадонна с ребёнком. Полукруговая надпись «PATRONA BAVARIAE» (рус. Покровительница Баварии) | 1865—1871    | Мюнхен        | Суммарно — 4 385 128  |
|       |        | * * * XXX * EIN * PFUND * FEIN                   | Король Баварии Максимилиан II, под изображением знак медальерного мастера J. RIES                                                                                              | Сидящая женщина с венком и рогом изобилия. Рядом лавр. Круговая надпись «DURCH KAMPF UND SIEG ZUM FRIEDEN» (рус. Через борьбу и победу к миру), внизу «FRIEDENSSCHLUSS ZU FRANKFURT A. M. 10 MAI 1871» (рус. Мирный договор во Франкфурте-на-Майне 10 мая 1871) | 1871         | Мюнхен        | 149 584               |

#### Баден

Великое герцогство Баден на карте Германской империи

Великое герцогство Баден располагалось на юго-западе Германского союза. Как и другие южные немецкие государства в 1837 году Баден вошёл в Южно-Германский монетный союз, основной денежной единицей которого стал гульден. Экономические последствия Венской монетной конвенции привели к тому, что союзный талер стал основным расчётным средством во всех немецких государствах. В результате, Баден, как и другие южнонемецкие государства, стал преимущественно чеканить талеры. Так, с 1857 по 1871 год в нём было отчеканено менее 300 тысяч экземпляров монет номиналом в 1 гульден и более нескольких миллионов союзных талеров. Все разменные монеты продолжали выпускать в крейцерах и производных от гульдена.
Существует два монетных типа баденских союзных талеров. Их отличие состоит лишь в молодом и зрелом изображении великого герцога Фридриха на аверсе. Все монеты чеканились на монетном дворе столицы Бадена Карлсруэ. Знак монетного двора на выпускаемых с 1857 по 1871 годы баденских монетах отсутствует.
| Аверс | Реверс | Гурт                                                                       | Описание аверса               | Описание реверса                                                     | Годы чеканки | Монетный двор | Тираж                |
| ----- | ------ | -------------------------------------------------------------------------- | ----------------------------- | -------------------------------------------------------------------- | ------------ | ------------- | -------------------- |
|       |        | MÜNZVERTRAG VOM 24 JANUAR 1857 (рус. Монетный договор 24 января 1857 года) | Великий герцог Бадена Фридрих | Герб Бадена, круговая надпись «EIN VEREINSTHALER XXX EIN PFUND FEIN» | 1857—1865    | Карлсруэ      | Суммарно — 2 383 620 |
|       |        | MÜNZVERTRAG VOM 24 JANUAR 1857 (рус. Монетный договор 24 января 1857 года) | Великий герцог Бадена Фридрих | Герб Бадена, круговая надпись «EIN VEREINSTHALER XXX EIN PFUND FEIN» | 1865—1871    | Карлсруэ      | Суммарно — 706 690   |

#### Брауншвейг

Брауншвейг на карте Германской империи

Изначально земли Брауншвейга представляли собой владения династии Вельфов. К концу XVIII столетия сформировались Брауншвейг-Люнебург и Брауншвейг-Вольфенбюттель. После поражения прусской армии под командованием герцога Брауншвейг-Вольфенбюттеля Карла Вильгельма Фердинанда эти владения вошли в зависимое от Франции королевство Вестфалия. По результатам Венского конгресса в 1814 году династия князей Брауншвейга-Вольфенбюттеля была восстановлена в своих правах и стала управлять вновь созданным государством.
В 1866 году герцогство было включено в состав Северогерманского союза, а в 1871 года — Германской империи с сохранением некоторых признаков государственности.
В Средние века из серебра рудников Брауншвейга чеканили множество монет талерового типа. Некоторые из них получили собственное название, как к примеру талер с дикарём, на котором изображался мифологический великан, держащий в руках вырванное дерево. В период с 1857 по 1871 годы Брауншвейг выпускал относительно небольшое количество монет. При этом денежная система герцогства несколько отличалась от прусской — один союзный талер Брауншвейга соответствовал 30 грошенам, каждый из которых равнялся 10 пфеннигам, а не 12, как в Пруссии.
| Аверс | Реверс | Гурт                                           | Описание аверса              | Описание реверса                                                          | Годы чеканки | Монетный двор                         | Тираж              |
| ----- | ------ | ---------------------------------------------- | ---------------------------- | ------------------------------------------------------------------------- | ------------ | ------------------------------------- | ------------------ |
|       |        | NEC ASPERA TERRENT (рус. Трудности не страшат) | Герцог Брауншвейга Вильгельм | Герб Брауншвейга, круговая надпись «EIN VEREINSTHALER XXX EIN PFUND FEIN» | 1858—1871    | до 1865 Брауншвейг, c 1866 — Ганновер | Суммарно — 254 484 |

#### Вальдек-Пирмонт

Вальдек-Пирмонт на карте Германской империи

Княжество Вальдек-Пирмонт представляло собой небольшое государственное образование, разделённое территориально на две части — Вальдек и Пирмонт. Будучи формально самостоятельным, Вальдек-Пирмонт не мог обеспечивать свои потребности и тем более проводить независимую государственную политику. В 1866 году во время австро-прусско-итальянской войны принял сторону Пруссии. После её окончания те из немецких государств, которые поддержали Австрию (Ганновер, Гессен-Кассель, Нассау и вольный город Франкфурт) были присоединены к Пруссии. Лояльный Вальдек-Пирмонт сохранил формальную независимость, однако по договору 1867 года управление княжеством перешло прусской администрации.
Государство не обладало собственным монетным двором. Поэтому в 1859 и 1867 годах на Берлинском монетном дворе, о чём свидетельствует знак монетного двора «А» под изображением князя, были отчеканены незначительные тиражи союзных талеров для этого небольшого княжества.
| Аверс | Реверс | Гурт                                                                       | Описание аверса                     | Описание реверса                                                               | Годы чеканки | Монетный двор | Тираж             |
| ----- | ------ | -------------------------------------------------------------------------- | ----------------------------------- | ------------------------------------------------------------------------------ | ------------ | ------------- | ----------------- |
|       |        | MÜNZVERTRAG VOM 24 JANUAR 1857 (рус. Монетный договор 24 января 1857 года) | Князь Вальдек-Пирмонта Георг Виктор | Герб Вальдек-Пирмонта, круговая надпись «EIN VEREINSTHALER XXX EIN PFUND FEIN» | 1859, 1867   | Берлин        | Суммарно — 33 229 |

#### Вюртемберг

Королевство Вюртемберг на карте Германской империи

Королевство Вюртемберг являлось одним из южнонемецких государств. Наряду со своими соседями Баденом и Баварией Вюртемберг примкнул в 1837 году к Южно-Германскому монетному союзу, а затем в 1857 году к Венской монетной конвенции. С 1857 по 1871 годы в нём правили короли Вильгельм I и Карл I, чьи изображения помещены на аверс союзных талеров. Как и в других южнонемецких государствах данная денежная единица вытеснила циркулировавший ранее гульден. При этом разменные монеты продолжали чеканить либо с обозначением номинала в ½ гульдена, либо в крейцерах (60 крейцеров = 1 гульден). С 1857 по 1871 годы в Вюртемберге было выпущено несколько миллионов союзных талеров и ни одной монеты стоимостью 1 гульден.
В 1870 году Вюртемберг примкнул к Пруссии в войне с Францией. После победы в 1871 году был выпущен памятный победный талер тиражом в более чем 100 тысяч экземпляров в честь данного события.
Все монеты были отчеканены на монетном дворе столицы королевства Штутгарта.
| Аверс | Реверс | Гурт                                                                       | Описание аверса                                                                          | Описание реверса | Годы чеканки | Монетный двор | Тираж                |
| ----- | ------ | -------------------------------------------------------------------------- | ---------------------------------------------------------------------------------------- | --- | ------------ | ------------- | -------------------- |
|       |        | MÜNZVERTRAG VOM 24 JANUAR 1857 (рус. Монетный договор 24 января 1857 года) | Король Вюртемберга Вильгельм I                                                           | Герб Вюртемберга, круговая надпись «EIN VEREINSTHALER XXX EIN PFUND FEIN» | 1857—1864    | Штутгарт      | Суммарно — 5 629 806 |
|       |        | MÜNZVERTRAG VOM 24 JANUAR 1857 (рус. Монетный договор 24 января 1857 года) | Король Вюртемберга Карл I. Внизу изображения знак медальерного мастера «C. SCHNITZSPAHN» | Герб Вюртемберга, круговая надпись «EIN VEREINSTHALER XXX EIN PFUND FEIN» | 1865—1870    | Штутгарт      | Суммарно — 939 381   |
|       |        | * * * XXX * EIN * PFUND * FEIN                                             | Король Вюртемберга Карл I. Внизу изображения знак медальерного мастера «C. SCHNITZSPAHN» | Ангел с пальмовой ветвью над военными трофеями посреди которых два лавровых венка с цифрами 1870 и 1871. Цифры обозначают годы франко-прусской войны. Полукруговая надпись «MIT GOTT DURCH KAMPF ZU SIEG UND EINIGUNG» (рус. С Божьей помощью через борьбу к победе и объединению). Внизу и слева знак медальерного мастера «C. SCH. F.» | 1871         | Штутгарт      | 113 674              |

#### Ганновер

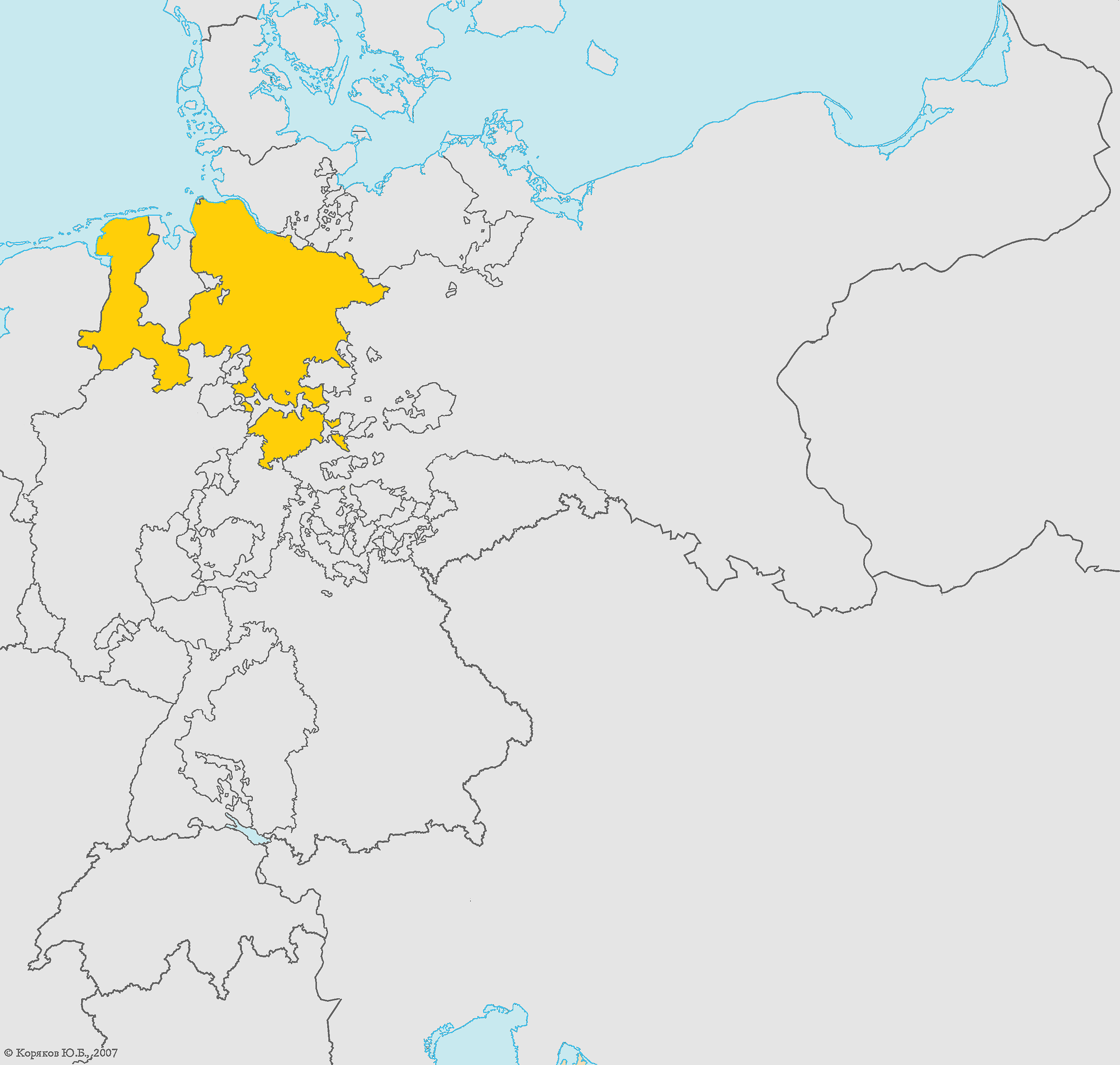
Королевство Ганновер в 1866 году

История Ганновера была особой сравнительно с другими суверенными германскими монархиями. В 1714 году его курфюрст Георг вследствие Акта о престолонаследии 1701 года становится королём Великобритании. Пока монарх находился в Лондоне, Ганновер управлялся наместником. Во время наполеоновских войн территория этого государства была захвачена французами. Так как Англия была главным врагом Наполеона, то оккупированные владения английского короля в континентальной Европе были присоединены к образованному королевству Вестфалия.
После поражения Наполеона, по результатам Венского конгресса, это немецкое государство было восстановлено, увеличено за счёт Хильдесхайма и Остфрисландии и передано английскому королю. Различие в законах о престолонаследии привело в 1837 году к разрыву личной унии с Великобританией. Согласно законам Ганновера, его правителем не могла быть женщина. После смерти Вильгельма IV английскую корону наследовала Виктория, а королём Ганновера стал её дядя Эрнст Август.
В 1866 году во время войны Пруссии с Австрией Ганновер выступил на стороне Австрии. Военные действия были неудачными и 28 июня 1866 года последовала его капитуляция, а 20 сентября 1866 года земли были присоединены к Пруссии.
В Ганновере с 1857 по 1866 год было отчеканено несколько типов союзных талеров. Кроме талеров для оборота было отчеканено несколько типов памятных и юбилейных монет. В 1865 году свет увидели талеры в честь 50-летия битвы при Ватерлоо, которая привела к окончательному поражению Наполеона, т. н. ватерлооталеры. В том же году были отчеканены монеты в честь 50-летия присоединения Восточной Фризии. Косвенно этому событию посвящён ещё один союзный талер. Монета в честь празднования данного события была отчеканена двухтысячным тиражом. На ней изображены символы этой земли, включая девиз Eala Frya Fresena, что означает «Поднимайтесь свободные фризы».
Все монеты отчеканены в столице государства Ганновере. Небольшая буква «В» под изображением короля обозначает знак медальерного мастера Генриха Бремера.
| Аверс | Реверс | Гурт                                                             | Описание аверса          | Описание реверса | Годы чеканки | Монетный двор | Тираж                         |
| ----- | ------ | ---------------------------------------------------------------- | ------------------------ | --- | ------------ | ------------- | ----------------------------- |
|       |        | NEC ~ • ~ ASPERA ~ • ~ TERRENT ~ • ~ (рус. Трудности не страшат) | Король Ганновера Георг V | Герб Ганновера, круговая надпись «EIN VEREINSTHALER XXX EIN PFUND FEIN» | 1857—1866    | Ганновер      | Суммарно — не менее 3 469 036 |
|       |        | 30 EIN PFUND F. ~ • ~ EIN THALER ~ • ~                           | Король Ганновера Георг V | Надпись «DEN SIEGERN BEI WATERLOO GEWIDMET AM 18 JUNI 1865» (рус. Победителям при Ватерлоо посвящается 18 июня 1865) между двумя лавровыми ветвями                                                                 | 1865         | Ганновер      | 15 000                        |
|       |        | 30 EIN PFUND F. ~ • ~ EIN THALER ~ • ~                           | Король Ганновера Георг V | Надпись «ZUR 50 JÄHRIGEN VEREINIGUNG OSTFRIESLANDS MIT HANNOVER 1815: 15. DEC: 1865» (рус. К 50-летию объединения Восточной Фризии и Ганновера) между двумя дубовыми ветвями                                       | 1865         | Ганновер      | 1 000                         |
|       |        | 30 EIN PFUND F. ~ • ~ EIN THALER ~ • ~                           | Король Ганновера Георг V | Круговые надписи «Eala Frya Fresena» и «ZUR ERINNERUNG AN DIE FEIER DES 15. DEC. 1865» (рус. В память о празднике 15 декабря 1865). В середине расположен дуб под которым стоит рыцарь в доспехах с копьём и мечом | 1865         | Ганновер      | 2 000                         |

#### Гессен

Великое герцогство Гессен на карте Германской империи

В 1567 году при разделе ландграфства Гессен между сыновьями Филиппа Великодушного из некогда единого государства появилось два, которые по названию своих столиц получили названия Гессен-Касселя и Гессен-Дармштадта. Из Гессен-Дармштадта в XVII веке был выделен Гессен-Гомбург. Каждое из этих государств вело самостоятельную как внешнюю, так и монетарную политику.
Так, Гессен-Дармштадт в описываемое время в качестве разменной монеты чеканил крейцеры и пфенниги. В отличие от прусских пфенниг Гессен-Дармштадта соответствовал 1/4 крейцера. Гессен-Кассель использовал северогерманскую систему выпуская зильбергрошены (1/30 союзного талера) и пфенниги (1/12 зильбергрошена). Гессен-Гомбург вследствие своего малого размера (всего 221 км²) выпустил лишь небольшое количество союзных талеров, осуществляя денежные расчёты на своей территории деньгами других земель.
В 1803 году Гессен-Кассель получил статус курфюршества, что не помешало французам занять его в 1806 году, а в 1807 году официально ввести в состав полностью зависимого от Наполеона королевства Вестфалия. После поражения французского императора государство было восстановлено.
Правление последнего курфюрста Фридриха-Вильгельма было ознаменовано политическими кризисами, революциями и проигранной войной, вследствие которой государство перестало существовать. В 1866 году Фридрих-Вильгельм в войне Австрии и Пруссии стал на сторону империи Габсбургов. Вскоре прусские войска заняли столицу Кассель, взяли в плен правителя и вынудили его отказаться от своих прав за денежное вознаграждение. Гессен-Кассель был присоединён к Пруссии.
Союзные талеры, выпускаемые в курфюршестве с 1858 по 1865 годы, содержали изображение монарха на аверсе и герб на реверсе. Существует два типа данных монет — с и без знака медальерного мастера Кристофа Пфойфера «C. P.».
Гессен-Гомбург также перестал существовать в 1866 году. В отличие от Гессен-Касселя, который поддержал Австрию, и после её поражения был присоединён к Пруссии, в Гессен-Гомбурге со смертью ландграфа Фердинанда пресеклась мужская линия правящей династии. Земли вначале были присоединены к Гессен-Дармштадту, а затем в том же году уступлены по мирному договору Пруссии.
За время существования Гессен-Гомбурга был отчеканен один монетный тип союзного талера с тиражом менее 38 тысяч экземпляров.
Гессен-Дармштадт в 1806 году присоединился к Рейнскому союзу, созданному под патронажем Наполеона. За выход из состава Священной Римской империи государство получило статус великого герцогства. Территория этой немецкой монархии неоднократно перекраивалась во время наполеоновских войн, Венского конгресса и после австро-прусской войны 1866 года. Великое герцогство Гессен поддержало Австрию в войне 1866 года. После безоговорочной победы Пруссии лишь благодаря родственным связям великих герцогов с царствующими домами Великобритании и России условия мирного договора были сравнительно не тяжелы.
За время существования государства было отчеканено более 3 млн союзных талеров одного монетного типа.
| Аверс                                        | Реверс | Гурт                                                                       | Описание аверса              | Описание реверса                                                                          | Годы чеканки | Монетный двор | Тираж                |
| -------------------------------------------- | ------ | -------------------------------------------------------------------------- | ---------------------------- | ----------------------------------------------------------------------------------------- | ------------ | ------------- | -------------------- |
| Гессен-Кассель (курфюршество Гессен)         |        |                                                                            |                              |                                                                                           |              |               |                      |
|                                              |        | GOTT MIT UNS (рус. С нами Бог)                                             | Курфюрст Фридрих Вильгельм I | Герб курфюршества Гессен, круговая надпись «EIN VEREINSTHALER XXX EIN PFUND FEIN»         | 1858—1865    | Берлин        | Суммарно — 289 325   |
| Гессен-Гомбург                               |        |                                                                            |                              |                                                                                           |              |               |                      |
|                                              |        | MÜNZVERTRAG VOM 24 JANUAR 1857 (рус. Монетный договор 24 января 1857 года) | Ландграф Фердинанд           | Герб ландграфства Гессен-Гомбург, круговая надпись «EIN VEREINSTHALER XXX EIN PFUND FEIN» | 1858—1863    | Штутгарт      | Суммарно — 37 937    |
| Гессен-Дармштадт (великое герцогство Гессен) |        |                                                                            |                              |                                                                                           |              |               |                      |
|                                              |        | MÜNZVERTRAG VOM 24 JANUAR 1857 (рус. Монетный договор 24 января 1857 года) | Великий герцог Людвиг III    | Герб великого герцогства Гессен, круговая надпись «EIN VEREINSTHALER XXX EIN PFUND FEIN»  | 1857—1871    | Мюнхен        | Суммарно — 3 089 389 |

#### Липпе

Княжество Липпе на карте Германской империи

Липпе представляло собой небольшое княжество между рекой Везер и Тевтобургским Лесом. Основатель дома князей Липпе Бернгард (умер ок. 1158 года) являлся одним из военачальников Генриха Льва. Территория Липпе вследствие разделов, браков, результатов войн существенно менялась на протяжении своего существования. При этом население государства оставалось небольшим на протяжении всего его существования. В 1448 году оно составляло около 21 тысячи человек, к 1590 — около 35 тысяч. На 1900 год в Липпе проживало около 140 тысяч жителей. В 1792 году правитель Липпе Леопольду I получил княжеский титул, а Липпе стало княжеством. В 1806 году оно становится членом Германского союза. Липпе во время войны 1866 года примкнуло к Пруссии и позднее присоединилось к Северогерманскому союзу.
Союзные талеры для Липпе чеканили в 1860 и 1866 годах в Берлине небольшими тиражами.
| Аверс | Реверс | Гурт                                                                       | Описание аверса          | Описание реверса                                                    | Годы чеканки | Монетный двор | Тираж             |
| ----- | ------ | -------------------------------------------------------------------------- | ------------------------ | ------------------------------------------------------------------- | ------------ | ------------- | ----------------- |
|       |        | MÜNZVERTRAG VOM 24 JANUAR 1857 (рус. Монетный договор 24 января 1857 года) | Князь Липпе Леопольд III | Герб Липпе, круговая надпись «EIN VEREINSTHALER XXX EIN PFUND FEIN» | 1860, 1866   | Берлин        | Суммарно — 43 100 |

#### Мекленбург

Карта Мекленбург-Стрелица на карте Германской империи

Карта Мекленбург-Шверина на карте Германской империи

Мекленбург представляет собой северо-восточную область Германии на побережье Балтийского моря. Вследствие целого ряда междоусобных войн эта, наименее развитая сравнительно с другими немецкими землями, область была разделена в 1701 году между двумя государствами — великими герцогствами Мекленбург-Шверин и Мекленбург-Стрелиц. Оба образования, хоть и являлись формально независимыми, имели общую конституцию и находились в практически полной зависимости от Пруссии. В случае пресечения правящей династии одного из государств его земли переходили к другому. При пресечении же обоих династий все земли Мекленбурга становились частью Пруссии.
Особенность денежного обращения мекленбургских герцогств заключалась в том, что они не подписали Венскую монетную конвенцию. Однако в результате широкого распространения союзных талеров на территории немецких государств, Мекленбург-Стрелиц и Мекленбург-Шверин стали чеканить серебряные монеты по аналогичной для союзного талера монетной стопе, то есть 30 экземпляров из таможенного фунта (500 г) чистого серебра, с указанием номинала в талерах. Эти выпуски, формально не являются союзными, однако полностью соответствуют их характеристикам. В Мекленбурге талер подразделялся на 48 шиллингов, каждый из которых в свою очередь на 12 пфеннигов. Таким образом, в отличие от других северогерманских государств, талер мекленбургских герцогств состоял из 576, а не 360 пфеннигов.
Для Мекленбург-Шверина Берлинским монетным двором в 1867 году был выпущен памятный талер в честь 25-летия правления великого герцога Фридриха Франца.
| Аверс              | Реверс | Гурт                                                    | Описание аверса                                    | Описание реверса | Годы чеканки | Монетный двор | Тираж   |
| ------------------ | ------ | ------------------------------------------------------- | -------------------------------------------------- | --- | ------------ | ------------- | ------- |
| Мекленбург-Шверин  |        |                                                         |                                                    | |              |               |         |
|                    |        | PER ASPERA * AD ASTRA *** (рус. Через тернии к звёздам) | Великий герцог Мекленбург-Шверина Фридрих Франц II | Герб Мекленбург-Шверина, круговая надпись «EIN THALER XXX EIN PF. F.»                                                                       | 1864         | Берлин        | 100 000 |
|                    |        | EIN THALER * * 30 EIN PFUND FEIN * *                    | Великий герцог Мекленбург-Шверина Фридрих Франц II | Герб Мекленбург-Шверина, круговая надпись «ZUR FEIER 25 JÄHRIGER REGIERUNG AM 7 MÄRZ 1867» (рус. В честь 25-летнего правления 7 марта 1867) | 1867         | Берлин        | 10 000  |
| Мекленбург-Стрелиц |        |                                                         |                                                    | |              |               |         |
|                    |        | GOTT SCHIRME MECKLENBURG (рус. Боже защити Мекленбург)  | Великий герцог Фридрих Вильгельм II                | Герб Мекленбург-Стрелица, круговая надпись «EIN THALER XXX EIN PF. F.»                                                                      | 1870         | Берлин        | 50 000  |

#### Нассау

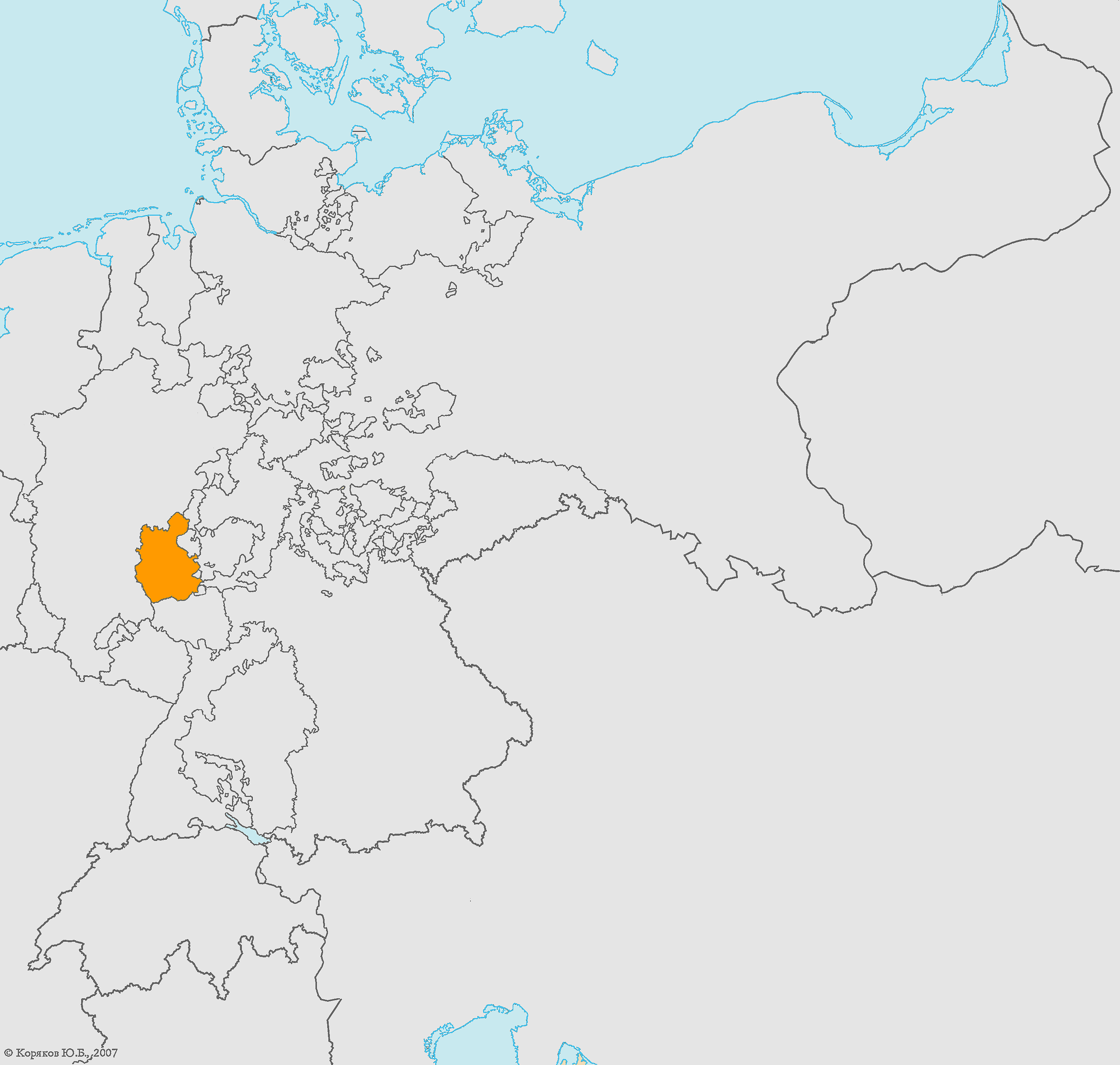
Карта герцогства Нассау в 1866 году

Аристократический род Нассау возник в XII столетии. Среди его представителей наиболее известны лидер Нидерландской революции граф Нассауский Вильгельм I Оранский и король Англии Вильгельм III. В XVIII столетии на немецких землях одновременно существовали Нассау-Узинген, Нассау-Вейльбург и Нассау-Диц. В 1806 году, представители двух уцелевших к тому времени линий дома Нассау, князья Фридрих Август и Фридрих Вильгельм объединили свои земли в единое герцогство Нассау. На Венском конгрессе государство добилось присоединения ряда территорий. В 1837 году герцогство вошло в Южно-Германский монетный союз, а в 1857 подписало Венскую монетную конвенцию. Как и в других государствах, в Нассау стали одновременно выпускать гульдены и их производные крейцеры наряду с союзными талерами. В 1866 году герцог Адольф поддержал Австрию во время австро-прусской войны. После поражения Нассау было присоединено к Пруссии.
В Нассау было отчеканено три монетных типа союзных талеров — два курсовых с различными изображениями герцога Адольфа и один памятный в честь 25-летия его правления.
| Аверс | Реверс | Гурт | Описание аверса                       | Описание реверса | Годы чеканки | Монетный двор | Тираж             |
| ----- | ------ | --- | ------------------------------------- | --- | ------------ | ------------- | ----------------- |
|       |        | MÜNZVERTRAG VOM 24 JANUAR 1857 (рус. Монетный договор 24 января 1857 года)                               | Герцог Нассау Адольф                  | Герб Нассау, круговая надпись «EIN VEREINSTHALER XXX EIN PFUND FEIN» | 1859—1860    | Висбаден      | Суммарно — 79 810 |
|       |        | MÜNZVERTRAG VOM 24 JANUAR 1857 (рус. Монетный договор 24 января 1857 года)                               | Герцог Нассау Адольф                  | Герб Нассау, круговая надпись «EIN VEREINSTHALER XXX EIN PFUND FEIN» | 1863         | Висбаден      | 145 170           |
|       |        | * EIN GEDENKTHALER * * XXX EIN PFUND FEIN * (рус. Памятный талер. Тридцатая часть фунта чистого серебра) | Герцог Нассау Адольф в лавровом венке | В центре венка из двух ветвей дуба надпись «DEN 24 AUGUST 1864», круговая надпись «ZUR FEIER 25 JÄHRIGER SEGENSREICHER REGIERUNG» (рус. В ознаменование 25-летнего благодатного правления) | 1864         | Висбаден      | 6 162             |

#### Ольденбург

Карта великого герцогства Ольденбург в составе Германской империи

Великое герцогство Ольденбург представляло собой государственное образование состоящее из трёх разделённых между собой географически частей. Основные владения монархии располагались на северо-западе Германии на побережье Северного моря, район Биркенфельд — недалеко от французского города Страсбург, а Ойтин на побережье Балтийского моря. Такое географическое расположение было обусловлено целым рядом исторических процессов, в результате которых Ольденбург в различные периоды находился во власти королей Дании, будущего российского императора Павла I, французской империи. По результатам Венского конгресса территория Ольденбурга приобрела тот вид, в котором великое герцогство с небольшими изменениями и просуществовало до 1918 года. В 1866 году во время австро-прусской войн, в отличие от другого северо-западного немецкого государства Ганновер, Ольденбург принял сторону Пруссии, что и позволило ему сохраниться в составе Северогерманского союза и Германской империи.
Денежное обращение Ольденбурга было обусловлено особенностями его территориального расположения. Для Биркенфельда чеканились производные талера зильбергрошены (30 зильбергрошенов = 1 талеру) и пфенниги (12 пфеннигов = 1 зильбургрошену). В самом же Ольденбурге 1 талер соответствовал 360 шваренам или 72 гротенам (1 гротен = 5 шваренов). При этом в описываемое время стали выпускать зильбергрошены, которые были эквивалентны 12 шваренам или 2,4 гротенов.
| Аверс | Реверс | Гурт                                                           | Описание аверса                       | Описание реверса                                                          | Годы чеканки     | Монетный двор | Тираж              |
| ----- | ------ | -------------------------------------------------------------- | ------------------------------------- | ------------------------------------------------------------------------- | ---------------- | ------------- | ------------------ |
|       |        | EIN GOTT EIN RECHT EINE WAHRHEIT (рус. Господь, право, правда) | Великий герцог Пётр II Ольденбургский | Герб Ольденбурга, круговая надпись «EIN VEREINSTHALER XXX EIN PFUND FEIN» | 1858, 1860, 1866 | Ганновер      | Суммарно — 135 585 |

#### Пруссия
За 13 лет в Пруссии было отчеканено несколько типов союзных талеров. Кроме стандартных монет, на лицевой стороне которых изображён король, а на обратной герб государства с круговой надписью «EIN VEREINSTHALER XXX EIN PFUND FEIN» (рус. Союзный талер 1/30 фунта чистого серебра) также были выпущены талеры посвящённые тем или иным событиям. В 1861 году миллионным тиражом отчеканили «коронационный талер» в честь восшествия на престол короля Вильгельма ставшего впоследствии германским императором. В честь победного окончания войны с Австрией в 1866 году и войны с Францией в 1871 году выпустили т. н. «победные талеры». На монете 1866 года король Вильгельм изображён в лавровом венке, на монете 1871 года на реверсе помещено аллегорическое изображение Германии.
Также чеканили шахтёрские («горные») талеры. Их особенностью являлось указание рудника из которого добыто серебро для выпуска данных монет. Появление «шахтёрских талеров» в Средние века было обусловлено крайне большим разнообразием монет талерового типа, которые могли варьировать, как по весу, так и по содержанию благородного металла. Надпись свидетельствовавшая о происхождении из богатого рудой и известного рудника являлась своего рода «знаком качества». После унификации денежных единиц такая необходимость отпала. В описываемое время надпись на талерах о том, что они произведены из серебра знаменитых рудников Мансфельда являлась данью традиции.
В 1866 году после окончания войны с Австрией территория Пруссии значительно увеличилась. В состав королевства вошли в частности Ганновер и Франкфурт-на-Майне в которых располагались монетные дворы. После этого прусские талеры стали чеканить не только в Берлине, но и в этих попавших под власть прусской короны городах. О происхождении монеты свидетельствует знак монетного двора — небольшая буква под изображением короля.
| Аверс | Реверс | Гурт                           | Описание аверса                               | Описание реверса | Годы чеканки | Монетный двор | Тираж                 |
| ----- | ------ | ------------------------------ | --------------------------------------------- | --- | ------------ | ------------- | --------------------- |
|       |        | GOTT MIT UNS (рус. С нами Бог) | Король Пруссии Фридрих Вильгельм IV           | Герб Пруссии, круговая надпись «EIN VEREINSTHALER XXX EIN PFUND FEIN» | 1857—1861    | A             | Суммарно — 37 528 814 |
|       |        | GOTT MIT UNS (рус. С нами Бог) | Король Пруссии Фридрих Вильгельм IV           | Центральная надпись «SEGEN DES MANSFELDER BERGBAUES» (рус. Из благ рудников Мансфельда), круговая надпись «EIN VEREINSTHALER XXX EIN PFUND FEIN»                                                                              | 1857—1860    | A             | Суммарно — 571 105    |
|       |        | GOTT MIT UNS (рус. С нами Бог) | Король Пруссии Вильгельм I и королева Августа | В центре герб Пруссии, по бокам от которого расположены первые буквы имён короля и королевы «W» и «A», увенчанные коронами. Круговая надпись «SUUM CUIQUE KROENUNGS THALER 1861» (рус. Каждому своё Коронационный талер 1861) | 1861         | A             | Суммарно — 1 000 000  |
|       |        | GOTT MIT UNS (рус. С нами Бог) | Король Пруссии Вильгельм I                    | Центральная надпись «SEGEN DES MANSFELDER BERGBAUES» (рус. Из благ рудников Мансфельда), круговая надпись «EIN VEREINSTHALER XXX EIN PFUND FEIN»                                                                              | 1861—1862    | A             | Суммарно — 275 000    |
|       |        | GOTT MIT UNS (рус. С нами Бог) | Король Пруссии Вильгельм I                    | Герб Пруссии, круговая надпись «EIN VEREINSTHALER XXX EIN PFUND FEIN» | 1861—1863    | A             | Суммарно — 21 440 973 |
|       |        | GOTT MIT UNS (рус. С нами Бог) | Король Пруссии Вильгельм I                    | Герб Пруссии, круговая надпись «EIN VEREINSTHALER XXX EIN PFUND FEIN» | 1864—1871    | A, В, С       | Суммарно — 82 268 545 |
|       |        | GOTT MIT UNS (рус. С нами Бог) | Король Пруссии Вильгельм I в лавровом венке   | Герб Пруссии, круговая надпись «EIN VEREINSTHALER XXX EIN PFUND FEIN» | 1866         | A             | Суммарно — 500 000    |
|       |        | GOTT MIT UNS (рус. С нами Бог) | Король Пруссии Вильгельм I                    | Аллегорическое изображение Германии, круговая надпись «SIEGES THALER» (рус. Победный талер) | 1871         | A             | Суммарно — 879 665    |

#### Рёйсс
Представители Рёйсского дома были правителями различных земель и государств (преимущественно в области, известной как Фогтланд). За время правления дома его земли претерпели множество разделов и объединений, что было обычным явлением в средневековой Германии. К началу XIX столетия сформировались 2 крошечных княжества Рёйсс-Грейц и Рёйсс-Гера с территорией 316 и 825 км² соответственно. Впоследствии они вошли в состав Северогермаского союза, а затем и Германской империи.
Несмотря на их величину каждое из княжеств чеканило на берлинском монетном дворе монеты с изображением своих правителей.
| Аверс       | Реверс | Гурт                                                                       | Описание аверса    | Описание реверса                                                           | Годы чеканки | Монетный двор | Тираж             |
| ----------- | ------ | -------------------------------------------------------------------------- | ------------------ | -------------------------------------------------------------------------- | ------------ | ------------- | ----------------- |
| Рёйсс-Грейц |        |                                                                            |                    |                                                                            |              |               |                   |
|             |        | OMNIA CUM DEO (рус. Все с Богом)                                           | Князь Генрих XX    | Герб Рёйсс-Грейца, круговая надпись «EIN VEREINSTHALER XXX EIN PFUND FEIN» | 1858         | A             | 9 500             |
|             |        | OMNIA CUM DEO (рус. Все с Богом)                                           | Князь Генрих XXII  | Герб Рёйсс-Грейца, круговая надпись «EIN VEREINSTHALER XXX EIN PFUND FEIN» | 1868         | A             | 7 100             |
| Рёйсс-Гера  |        |                                                                            |                    |                                                                            |              |               |                   |
|             |        | MÜNZVERTRAG VOM 24 JANUAR 1857 (рус. Монетный договор 24 января 1857 года) | Князь Генрих LXVII | Герб Рёйсс-Геры, круговая надпись «EIN VEREINSTHALER XXX EIN PFUND FEIN»   | 1858, 1862   | A             | Суммарно — 20 000 |
|             |        | MÜNZVERTRAG VOM 24 JANUAR 1857 (рус. Монетный договор 24 января 1857 года) | Князь Генрих XIV   | Герб Рёйсс-Геры, круговая надпись «EIN VEREINSTHALER XXX EIN PFUND FEIN»   | 1868         | A             | 14 000            |

#### Саксония

Королевство Саксония на карте Германской империи

Королевство Саксония являлось одним из самых развитых и богатых государств Германии. Во время наполеоновских войн король Фридрих Август I принял сторону французского императора во время войны шестой коалиции 1813—1814 годов. В результате, во время битвы народов при Лейпциге попал в плен. По результатам Венского конгресса Саксония потеряла около половины своей территории. В 1866 г. Саксония примкнула к Австрии. Прусские войска заняли Саксонию; её армия отступила в Богемию и вместе с австрийцами была разбита при Гичине и Кёниггреце. Пруссия сначала хотела присоединить к себе королевство, но удовлетворилась вступлением Саксонии в Северогерманский союз, отказом от военной самостоятельности, объединением почтового и телеграфного управления и 10 миллионами талеров контрибуции.
Исторически в Саксонии чеканилось наибольшее количество монетных типов талеров. С 1857 по 1871 год было отчеканено 7 типов союзных талеров. Три из них являлись горными. Особенностью этих монет являлось наличие надписи «SEGEN DES BERGBAUES» (рус. Из благ рудников), без указания конкретного рудника из которого было добыто серебро для данной монеты. Также в 1871 году был выпущен победный талер в честь победы над Францией. Саксония, как и другие германские государства, приняла участие в этой войне, направив корпус под командованием наследного принца Альберта. Таким образом данная монета была отчеканена в честь общей победы немцев.
| Аверс | Реверс | Гурт                                                  | Описание аверса | Описание реверса | Годы чеканки | Монетный двор | Тираж                 |
| ----- | ------ | ----------------------------------------------------- | --------------- | --- | ------------ | ------------- | --------------------- |
|       |        | GOTT SEGNE SACHSEN (рус. Господи благослови Саксонию) | Король Иоганн   | Герб Саксонии, круговая надпись «EIN VEREINSTHALER XXX EIN PFUND FEIN» | 1857—1859    | Дрезден       | Суммарно — 5 085 852  |
|       |        | GOTT SEGNE SACHSEN (рус. Господи благослови Саксонию) | Король Иоганн   | Герб Саксонии, который держат два льва, круговая надпись «EIN VEREINSTHALER XXX EIN PFUND FEIN»                                                                              | 1860—1861    | Дрезден       | Суммарно — 4 077 650  |
|       |        | GOTT SEGNE SACHSEN (рус. Господи благослови Саксонию) | Король Иоганн   | Герб Саксонии, который держат два льва, круговая надпись «EIN VEREINSTHALER XXX EIN PFUND FEIN». Оформление герба и надписи несколько отличается от предыдущего типа талеров | 1861—1871    | Дрезден       | Суммарно — 17 802 616 |
|       |        | GOTT SEGNE SACHSEN (рус. Господи благослови Саксонию) | Король Иоганн   | Горный талер. Герб Саксонии, круговая надпись «SEGEN DES BERGBAUS XXX EIN PFUND F.»                                                                                          | 1857—1858    | Дрезден       | Суммарно — 69 000     |
|       |        | GOTT SEGNE SACHSEN (рус. Господи благослови Саксонию) | Король Иоганн   | Горный талер. Герб Саксонии, который держат горняк и лесник, круговая надпись «SEGEN DES BERGBAUS XXX EIN PFD. F.»                                                           | 1858—1861    | Дрезден       | Суммарно — 468 577    |
|       |        | GOTT SEGNE SACHSEN (рус. Господи благослови Саксонию) | Король Иоганн   | Горный талер. Герб Саксонии, который держат горняк и лесник, круговая надпись «SEGEN DES BERGBAUES XXX EIN PF. F.»                                                           | 1861—1871    | Дрезден       | Суммарно — 1 920 843  |
|       |        | GOTT SEGNE SACHSEN (рус. Господи благослови Саксонию) | Король Иоганн   | Победный талер. Крылатый гений на коне со знаменем с изображением германского орла, круговая надпись «EIN THALER XXX EIN PF. F.»                                             | 1871         | Дрезден       | 44 844                |

#### Саксен-Альтенбург

Герцогство Саксен-Альтенбург на карте Германской империи

Герцогство Саксен-Альтенбург возникло по договору о разделе наследственных владений Готско-Альтенбургской линии, угасшей в 1825 г. со смертью Фридриха IV. Одновременно с Саксен-Альтенбургом на карте немецких земель появилось герцогство Саксен-Кобург-Гота. Представляло собой небольшое (1 324 км²) с менее чем 150 тысячами населения государство.
В 1862 году Саксен-Альтенбург заключил с Пруссией военную конвенцию, а в 1866 году направил свои войска на помощь во время их войны с Австрией. Это обеспечило сохранение герцогства в составе Северогерманского союза, а с 1871 года и Германской империи.
| Аверс | Реверс | Гурт                                                  | Описание аверса | Описание реверса                                                                 | Годы чеканки     | Монетный двор | Тираж             |
| ----- | ------ | ----------------------------------------------------- | --------------- | -------------------------------------------------------------------------------- | ---------------- | ------------- | ----------------- |
|       |        | GOTT SEGNE SACHSEN (рус. Господи благослови Саксонию) | Герцог Эрнст I  | Герб Саксен-Альтенбурга, круговая надпись «EIN VEREINSTHALER XXX EIN PFUND FEIN» | 1858, 1864, 1869 | Дрезден       | Суммарно — 76 772 |

#### Саксен-Веймар-Эйзенах

Великое герцогство Саксен-Веймар-Эйзенах на карте Германской империи

Государство было образовано после объединения Саксен-Веймара и Саксен-Эйзенаха в 1741 году. Благодаря мудрому правлению Карла Августа (1757—1828) оно стало центром интеллектуальной жизни Германии. В частности, в Веймаре долгое время работали Гёте и Шиллер. Карл Август являлся не только покровителем искусств, но и активным участником наполеоновских войн на стороне союзников в антифранцузских коалициях. По результатам Венского конгресса 1815 года Саксен-Веймар-Эйзенах получил статус великого герцогства, а его территория была существенно увеличена.
Денежная система государства была сходной с прусской, в которой союзный талер равнялся 12 зильбергрошенам, каждый из которых состоял из 12 пфеннигов.
| Аверс | Реверс | Гурт                              | Описание аверса               | Описание реверса                                                                     | Годы чеканки     | Монетный двор | Тираж              |
| ----- | ------ | --------------------------------- | ----------------------------- | ------------------------------------------------------------------------------------ | ---------------- | ------------- | ------------------ |
|       |        | GOTT UND RECHT (рус. Бог и право) | Великий герцог Карл Александр | Герб Саксен-Веймар-Эйзенаха, круговая надпись «EIN VEREINSTHALER XXX EIN PFUND FEIN» | 1858, 1866, 1870 | Берлин        | Суммарно — 152 000 |

#### Саксен-Кобург-Гота

Герцогство Саксен-Кобург-Гота на карте Германской империи

История герцогства схожа с Саксен-Альтенбургом. Саксен-Кобург-Гота представляло собой небольшое (1 977 км²) с около 150 тысячами населения государство. В 1825 году после угасания Готско-Альтенбургской линии к Саксен-Кобург-Заальфельду было присоединено герцогства Саксен-Гота. Заальфельд был передан Саксен-Мейнингену. В результате всех этих династических перипетий и появилось государство Саксен-Кобург-Гота.
В 1862 году вместе с Саксен-Альтенбургом заключило с Пруссией военную конвенцию, а в 1866 году войска герцогства участвовали в войне с австрийцами. Это обеспечило сохранение герцогства в составе Северогерманского союза, а с 1871 года и Германской империи.
В вопросах денежного обращения Саксен-Кобург-Гота взяло за основу пример Саксонии, в которой 1 талер соответствовал 30 зильбергрошенам, каждый из которых делился на 10, а не 12, как в Пруссии, пфеннигов. С 1857 по 1871 годы было отчеканено два типа союзных талеров. В честь 25-летия правления Эрнста II была выпущена памятная талеровая монета тиражом в 6 тысяч экземпляров.
| Аверс | Реверс | Гурт                                                   | Описание аверса | Описание реверса                                                                       | Годы чеканки     | Монетный двор | Тираж              |
| ----- | ------ | ------------------------------------------------------ | --------------- | -------------------------------------------------------------------------------------- | ---------------- | ------------- | ------------------ |
|       |        | FIDELITER * ET * CONSTANTER (рус. Верный и постоянный) | Герцог Эрнст II | Герб Саксен-Кобург-Готы, круговая надпись «EIN VEREINSTHALER XXX EIN PFUND FEIN»       | 1862, 1864, 1870 | Дрезден       | Суммарно — 101 500 |
|       |        | FIDELITER * ET * CONSTANTER (рус. Верный и постоянный) | Герцог Эрнст II | В центре «DEN 29 JANUAR 1869», круговая надпись «EIN VEREINSTHALER XXX EIN PFUND FEIN» | 1869             | Дрезден       | 6 000              |

#### Саксен-Мейнинген

Герцогство Саксен-Мейнинген на карте Германской империи

Саксен-Мейнинген представлял собой небольшое (2 468 км²) государство с населением около 180 тысяч человек. С 1803 года им управлял Бернгард II, который в 1866 году столь энергично поддерживал Австрию во время её войны с Пруссией, что прусские войска оккупировали герцогство. Тогда Бернгард II отрёкся от престола в пользу своего сына Георга II. Новый монарх поспешил заключить с Пруссией мирный договор, после чего заключил с ней военную конвенцию и вступил в Северогерманский союз.
Денежная система Саксен-Мейнингена соответствовала южногерманской. До 1857 года основной денежной единицей являлся гульден, равный 60 крейцерам, каждый из которых в свою очередь состоял из 4 пфеннигов. После Венской монетной конвенции в государстве чеканили союзные талеры и производные гульдена. Имеется два монетных типа союзных талеров Саксен-Мейнингена с Бернгардом II и Георгом II.
| Аверс | Реверс | Гурт                                                   | Описание аверса    | Описание реверса                                                                | Годы чеканки | Монетный двор | Тираж              |
| ----- | ------ | ------------------------------------------------------ | ------------------ | ------------------------------------------------------------------------------- | ------------ | ------------- | ------------------ |
|       |        | FIDELITER * ET * CONSTANTER (рус. Верный и постоянный) | Герцог Бернгард II | Герб Саксен-Мейнингена, круговая надпись «EIN VEREINSTHALER XXX EIN PFUND FEIN» | 1859—1866    | Мюнхен        | Суммарно — 201 288 |
|       |        | FIDELITER * ET * CONSTANTER (рус. Верный и постоянный) | Герцог Георг II    | Герб Саксен-Мейнингена, круговая надпись «EIN VEREINSTHALER XXX EIN PFUND FEIN» | 1867         | Мюнхен        | 6 644              |

#### Шаумбург-Липпе

Княжество Шаумбург-Липпе на карте Германской империи

Шаумбург-Липпе представляло собой крохотное государство с территорией 340 км² и населением около 30 тысяч человек. Княжество смогло просуществовать со столь малой территорией с 1647 года. В 1854 г. Шаумбург-Липпе вошло в состав таможенного союза. 14 июня 1866 г. князь согласился на австрийское требование мобилизации против Пруссии, однако уже 18 августа присоединился к Северогерманскому союзу, которым фактически руководила Пруссия.
Денежное обращение в этом княжестве соответствовало прусскому. Один талер состоял из 30 зильбергрошенов, каждый из которых подразделялся на 12 пфеннигов. На монетном дворе Ганновера для Шаумбург-Липпе небольшими тиражами было отчеканено два монетных типа союзных талеров, с изображением князей Георга Вильгельма и Адольфа Георга.
| Аверс | Реверс | Гурт                                                                            | Описание аверса       | Описание реверса                                                             | Годы чеканки | Монетный двор | Тираж |
| ----- | ------ | ------------------------------------------------------------------------------- | --------------------- | ---------------------------------------------------------------------------- | ------------ | ------------- | ----- |
|       |        | WIENER~MÜNZVERTRAG~24~JAN.~1857~ (рус. Венский монетный договор 24 января 1857) | Князь Георг Вильгельм | Герб Шаумбург-Липпе, круговая надпись «EIN VEREINSTHALER XXX EIN PFUND FEIN» | 1860         | Ганновер      | 8 356 |
|       |        | WIENER~MÜNZVERTRAG~24~JAN.~1857~ (рус. Венский монетный договор 24 января 1857) | Князь Адольф Георг    | Герб Шаумбург-Липпе, круговая надпись «EIN VEREINSTHALER XXX EIN PFUND FEIN» | 1865         | Ганновер      | 7 000 |

#### Шварцбург
В описываемое время в Тюрингии существовали два княжества — Шварцбург-Зондерсгаузен и Шварцбург-Рудольштадт. Каждое из них занимало территорию менее 1000 км² с населением до 100 тысяч человек. Управлялись они представителями дворянского дома Шварцбург. Название каждого государства определялось его столицей. В 1866 году княжества поддержали Пруссию во время её войны с Австрией и стали членами Северогерманского союза.
Несмотря на территориальную и родственную близость, в княжествах существовали различные денежные системы. Так, в Шварцбург-Зондерсгаузене придерживались прусской системы, согласно которой 1 талер подразделялся на 30 зильбергрошенов, каждый из которых в свою очередь на 12 пфеннигов. Владения князя Шварцбург-Рудольштадта были разъединены на 2 части. В одной из них разменными монетами были крейцеры, в другой, как и в Шварцбург-Зондерсгаузене, зильбергрошены и пфенниги. В Шварцбург-Рудольштадте в честь 50-летия правления Фридриха Гюнтера небольшим тиражом на Мюнхенском монетном дворе был отчеканен памятный союзный талер.
| Аверс                   | Реверс | Гурт                                      | Описание аверса              | Описание реверса | Годы чеканки           | Монетный двор | Тираж             |
| ----------------------- | ------ | ----------------------------------------- | ---------------------------- | --- | ---------------------- | ------------- | ----------------- |
| Шварцбург-Зондерсгаузен |        |                                           |                              | |                        |               |                   |
|                         |        | GOTT MIT UNS (рус. С нами Бог)            | Князь Гюнтер Фридрих Карл II | Герб Шварцбург-Зондерсгаузена, круговая надпись «EIN VEREINSTHALER XXX EIN PFUND FEIN»                                                  | 1859, 1865, 1870       | Берлин        | Суммарно — 36 400 |
| Шварцбург-Рудольштадт   |        |                                           |                              | |                        |               |                   |
|                         |        | GOTT MIT UNS (рус. С нами Бог)            | Князь Фридрих Гюнтер         | Герб, круговая надпись «EIN VEREINSTHALER XXX EIN PFUND FEIN»                                                                           | 1858, 1859, 1862, 1863 | Мюнхен        | Суммарно — 81 419 |
|                         |        | * EIN VEREINSTHALER * XXX EIN PFUND FEIN" | Князь Фридрих Гюнтер         | Герб, круговая надпись «ZUR FEIER 50 JAEHRIGER REGIERUNG D. 6. NOV 1864» (рус. В честь празднования 50-летия правления 6 ноября 1864)   | 1864                   | Мюнхен        | 4 000             |
|                         |        | GOTT MIT UNS (рус. С нами Бог)            | Князь Фридрих Гюнтер         | Герб, круговая надпись «EIN VEREINSTHALER XXX EIN PFUND FEIN». От предыдущего типа отличается тем, что надпись отделена круговой линией | 1866                   | Мюнхен        | 26 303            |
|                         |        | GOTT MIT UNS (рус. С нами Бог)            | Князь Альберт                | Герб, круговая надпись «EIN VEREINSTHALER XXX EIN PFUND FEIN»                                                                           | 1867                   | Мюнхен        | 13 151            |

#### Франкфурт
В 1866 году во время австро-прусской войны, вольный город Франкфурт присоединил свой военный отряд к австрийским войскам. 14 июля 1866 года при приближении к городу прусской армии из него удалился союзный сейм. 16 июля, после поражения при Ашаффенбурге во Франкфурт вступили войска. Уже 17 августа король Вильгельм I сообщил ландтагу о присоединении бывшего вольного города к Пруссии.
Франкфурт придерживался южнонемецкой монетной системы с использованием гульденов, крейцеров и геллеров. Как и другие немецкие государства с подписанием Венской монетной конвенции в нём стали чеканить в большом количестве союзные талеры. За 9 лет было отчеканено несколько монетных типов, в том числе памятные монеты в честь 100-летия со дня рождения Фридриха Шиллера, общенемецкого стрелкового фестиваля, а также собрания во Франкфурте немецких правителей на котором обсуждалась реформа Германского союза. Из-за жёсткой позиции канцлера Пруссии Бисмарка король Вильгельм I на это собрание не явился. Отсутствие прусского монарха сделало этот съезд безрезультатным.
| Аверс | Реверс | Гурт                                 | Описание аверса | Описание реверса | Годы чеканки | Монетный двор | Тираж                     |
| ----- | ------ | ------------------------------------ | --- | --- | ------------ | ------------- | ------------------------- |
|       |        | STARK IM RECHT (рус. Сильны в праве) | Женское изображение — аллегорическое изображение Франкфурта                                                              | Герб Франкфурта, круговая надпись «EIN VEREINSTHALER XXX EIN PFUND FEIN» | 1857—1858    | Франкфурт     | Суммарно — около 12 тысяч |
|       |        | STARK IM RECHT (рус. Сильны в праве) | Герб Франкфурта, круговая надпись «FREIE STADT FRANKFURT» (рус. Вольный город Франкфурт)                                 | Надпись «EIN GEDENKTHALER ZU SCHILLER`S HUNDERTJÄHRIGER GEBURTSFEIER AM 10. NOV. 1859» (рус. Памятный талер в честь столетия со дня рождения Шиллера 10 ноября 1859)                                                                         | 1859         | Франкфурт     | 24 560                    |
|       |        | STARK IM RECHT (рус. Сильны в праве) | Женское изображение — аллегорическое изображение Франкфурта                                                              | Герб Франкфурта, круговая надпись «EIN VEREINSTHALER XXX EIN PFUND FEIN» | 1859—1860    | Франкфурт     | Суммарно — 1 982 785      |
|       |        | STARK IM RECHT (рус. Сильны в праве) | Герб Франкфурта, круговая надпись «FREIE STADT FRANKFURT» (рус. Вольный город Франкфурт)                                 | Женское изображение — аллегорическое изображение Франкфурта по сторонам от которого размещено JULI и 1862. Круговая надпись «EIN GEDENKTHALER ZUM DEUTSCHEN SCHÜTZENFESTE» (рус. Памятный талер в честь общенемецкого стрелкового фестиваля) | 1862         | Франкфурт     | 44 334                    |
|       |        | STARK IM RECHT (рус. Сильны в праве) | Женское изображение — аллегорическое изображение Франкфурта                                                              | Герб Франкфурта, круговая надпись «EIN VEREINSTHALER XXX EIN PFUND FEIN» | 1862—1865    | Франкфурт     | Суммарно — 644 706        |
|       |        | STARK IM RECHT (рус. Сильны в праве) | Герб Франкфурта, круговая надпись «FREIE STADT FRANKFURT EIN GEDENKTHALER» (рус. Вольный город Франкфурт Памятный талер) | Центральная площадь с находящейся на ней ратушей. Круговая надпись «FÜRSTENTAG ZU FRANKFURT AM MAIN IM AUGUST 1863» (рус. Собрание князей во Франкфурте-на-Майне в августе 1863)                                                             | 1863         | Франкфурт     | 20 304                    |

### Австрия
После подписания Венской монетной конвенции Австрия перешла на десятичную систему. Согласно ей 1 гульден становился равным 100 крейцерам, в отличие от южнонемецких государств, в которых гульден соответствовал 60 крейцерам. При этом в отличие от своих северных соседей австрийский гульден чеканился из 1/45 части таможенного фунта чистого серебра (500 г), то есть содержал 11,11 г благородного металла. Одновременно со своей основной денежной единицей на монетных дворах Вены, Кремницы, Карлсбурга, Венеции и Милана выпускали и союзные талеры. О происхождении той или иной монеты свидетельствует знак монетного двора — небольшая буква под портретом императора Франца Иосифа на аверсе. Для монетного двора Вены того периода это была буква А, Кремницы — В, Карлсбурга — Е, Венеции — V, Милана — M. Через два года после поражения в австро-прусской войне в 1868 году Австрия вышла из Венской конвенции и перестала чеканить союзные талеры. В зависимости от изображения Франца Иосифа выделяют два монетных типа австрийских талеров 1857—1868 годов.
| Аверс | Реверс | Гурт                                                     | Описание аверса         | Описание реверса                                                                  | Годы чеканки | Тираж                                |
| ----- | ------ | -------------------------------------------------------- | ----------------------- | --------------------------------------------------------------------------------- | ------------ | ------------------------------------ |
|       |        | MIT VEREINTEN KRAEFTEN (с нем. — «Объединёнными силами») | Император Франц Иосиф I | Герб Австрийской империи, круговая надпись «EIN VEREINSTHALER XXX EIN PFUND FEIN» | 1857—1865    | Суммарно — не менее 27 млн 497 тысяч |
|       |        | MIT VEREINTEN KRAEFTEN (с нем. — «Объединёнными силами») | Император Франц Иосиф I | Герб Австрийской империи, круговая надпись «EIN VEREINSTHALER XXX EIN PFUND FEIN» | 1866—1868    | Суммарно — 2 254 000                 |

### Лихтенштейн
Создание государства Лихтенштейна изначально связано с желанием дома Лихтенштейнов получить титул имперских князей. Для этого они выкупили в 1699 и 1712 годах феоды Шелленберг и Вадуц с необходимым правовым статусом. Во время наполеоновских войн земли Лихтенштейна были заняты французами и присоединены к Рейнскому союзу. В 1815 году согласно Венскому конгрессу независимость княжества была восстановлена. Лихтенштейн сумел избежать медиатизации. В финансовых и внешнеполитических вопросах вплоть до окончания Первой мировой войны придерживался австрийской линии.
Лихтенштейн также подписал в 1857 году Венскую монетную конвенцию. В 1862 году в Вене (буква А под профилем князя) был отчеканен мизерный тираж союзных талеров в 1920 экземпляров с изображением князя Иоганна II.
| Аверс | Реверс | Гурт                                  | Описание аверса | Описание реверса                                                           | Годы чеканки | Тираж |
| ----- | ------ | ------------------------------------- | --------------- | -------------------------------------------------------------------------- | ------------ | ----- |
|       |        | KLAR UND FEST рус. Понятный и крепкий | Князь Иоганн II | Герб Лихтенштейна, круговая надпись «EIN VEREINSTHALER XXX EIN PFUND FEIN» | 1862         | 1920  |

## Банкноты

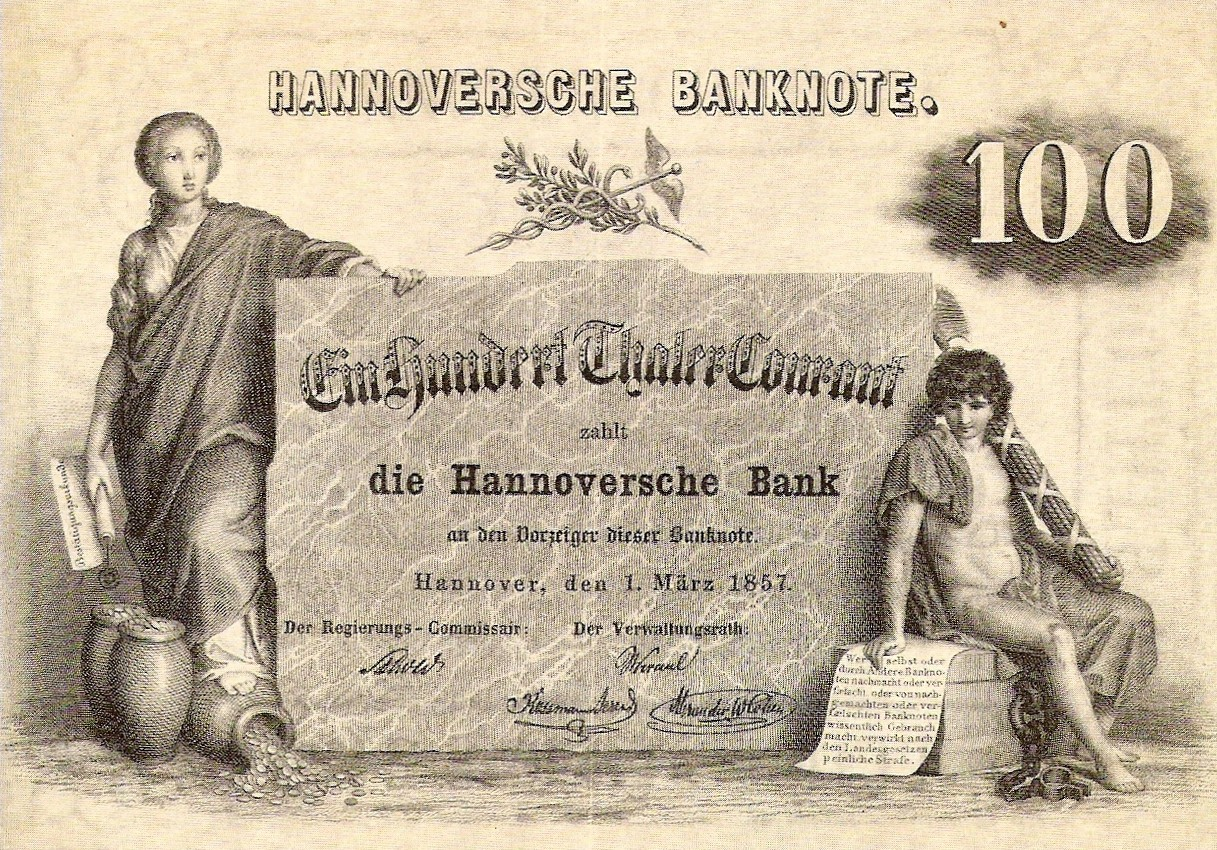
Банкнота номиналом в 100 союзных талеров королевства Ганновер

Практически каждое из государств, принявших Венскую монетную конвенцию, имело собственный банк, который выпускал банкноты. При этом, хотя в южнонемецких монархиях монета союзный талер вытеснила гульден, банкноты с обозначением номинала в талерах в них не печатались. Все банкноты таких государств, как Бавария, Баден, Вюртемберг и ряде других, выпускались с обозначением номинала в гульденах.
Банкноты с обозначением номинала в талерах в период с 1857 по 1871 год печатали в герцогствах Ангальт, Ангальт-Дессау, Брауншвейг, Саксен-Альтенбург, Саксен-Кобург-Гота, Мекленбург-Шверин, Ольденбург, Мекленбург-Стрелиц, Саксен-Веймар-Эйзенах, княжествах Шаумбург-Липпе, Шварцбург-Зондерсгаузен, Рёйсс-Грейц, Рёйсс-Гера, а также королевствах Пруссия, Саксония и Ганновер.
Учитывая большое количество мелких государств, каждое из которых имело свои особенности финансовой системы, банкноты содержали не только номинал, но и указание того, какой конкретный банк выплатит соответствующую сумму при её предъявлении. Так, в изображённой на иллюстрации стоталеровой банкноте написано «zahlt die Hannoversche Bank an den Vorsetzer dieser Banknote», что означает «банк Ганновера выплатит предъявителю данной банкноты». Таким образом, в отличие от серебряной монеты, бумажные деньги не могли стать полноценным участником финансовой жизни государств Венской монетной конвенции, так как подлежали обмену лишь в том банке, который эмитировал конкретную банкноту. О неорганизованности выпуска бумажных денег также свидетельствуют выпуски банкнот не только государственными, но и различными частными отраслевыми банками. Ряд из них подчёркивал, что банкнота их выпуска представляет собой «Thaler Courant», то есть полностью соответствует по стоимости полновесному серебряному аналогу.
Во время ведения военных действий свободный обмен банкнот на монеты из благородных металлов прекращался. Так, к примеру, во время войны с Францией Пруссия эмитировала кредитные деньги. От обычных банкнот они отличались тем, что будучи обязательными к приёму, они не подлежали размену на серебро. Таким образом государство требовало от подданных работы в долг до прекращения военных действий.

## Соотношение различных денежных единиц в немецких государствах в 1857—1871 годах
Подписание Венской монетной конвенции привело к некоторой унификации денежных единиц немецких земель. Однако несмотря на это она оставалась весьма неудобной для ведения торговых расчётов между представителями различных государств. Так, 2 союзных талера были эквивалентны 3½ южнонемецких гульденов. Каждый талер делился на 30 зильбергрошенов, в то время как гульден на 60 крейцеров. Таким образом 1 зильбергрошен был равен 3½ крейцера. В свою очередь, в одних государствах (Брауншвейг, Саксония и др.) 1 зильбергрошен состоял из 10 пфеннигов, в то время как в других, как к примеру в Пруссии, из 12. В то же время, крейцер подразделялся в одних государствах на 4 геллера, а в других на 4 пфеннига. Таким образом 6 прусских пфеннигов соответствовали 5 саксонским, или 7 южнонемецким пфеннигам (геллерам).
Следует учитывать, что свободные города Бремен, Гамбург и Любек не подписали Венскую монетную конвенцию и соответственно не вошли в монетный союз. Каждый из этих городов-государств продолжал использовать собственную денежную систему, что создавало дополнительные сложности при финансовых расчётах.

## Изъятие из оборота и демонетизация

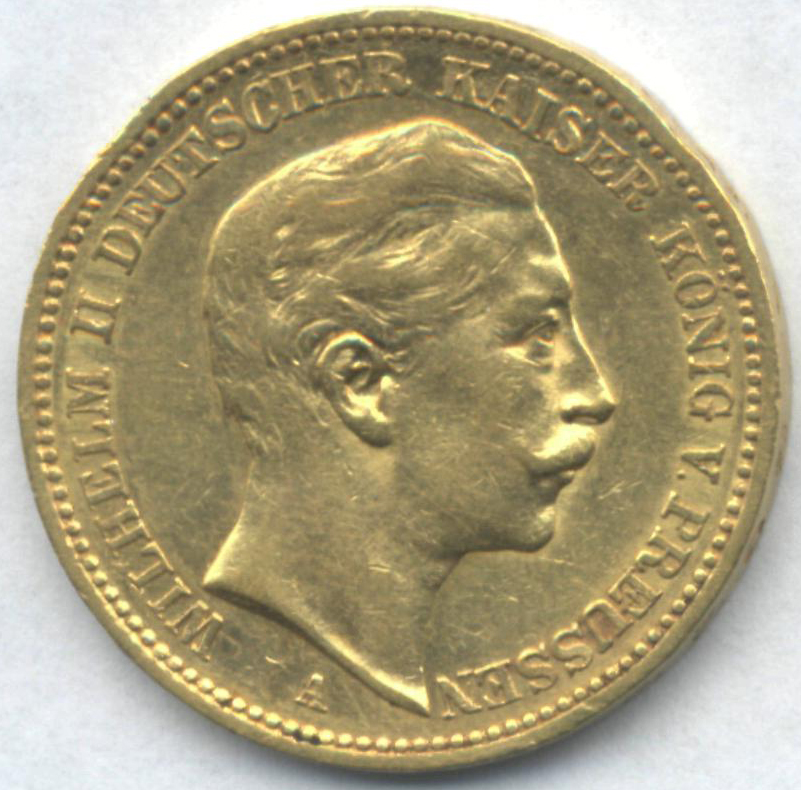
Преемница союзного талера золотая марка

После победы во франко-прусской войне и объединения германских государств в единую Германскую империю Венская монетная конвенция утратила своё значение. В 1871 году объединённая Германия приняла золотой стандарт и ввела новую денежную единицу — марку. Законом от 4 декабря 1871 года устанавливалась единая валюта для всей Германской империи — золотая марка, содержавшая 0,358423 г чистого золота, и регламентировался выпуск монет в 10 и 20 марок. Наряду с золотыми марками обращались прежние серебряные монеты государств Германии. Золотомонетный стандарт введён законом (монетным уставом) от 9 июля 1873 года на базе золотого содержания марки. Прежние монеты всех наименований начали изыматься в обмен на марки по указанным в законах соотношениям. 1 южнонемецкий гульден обменивался на 1 марку 71 пфенниг, а союзный талер на 3 марки. Деньги вольных городов Бремена, Любека и Гамбурга подлежали обмену в следующем соотношении — 10 марок соответствовали 8 маркам и 51⁄3 шиллинга гамбургской и любекской денежных систем, 3 1⁄93 бременских золотых талера. Союзные талеры находились в обращении вплоть до 1907 года включительно. После демонетизации талеров в 1908 году стали выпускать их аналоги — серебряные монеты номиналом в 3 марки. Новые монеты содержали меньшее количество серебра (15 г вместо 16 2/3), однако в отличие от союзных талеров имели фиксированный курс обмена на золото.
Переход Германской империи к золотой марке вызвал целый ряд экономических процессов в других странах. Латинский монетный союз, который включал в себя многие европейские и латиноамериканские страны, в том числе Францию, Италию и Швейцарию, придерживался биметаллизма. Биметаллизм предполагает свободный обмен серебра на золото и наоборот по чётко фиксированному государством соотношению. Переход Германской империи к золотомонетному стандарту, повышение цены золота относительно к серебру привели к тому, что союзные талеры стали массово вывозиться в страны Латинского союза, с целью обмена на золото. Это привело к тому, что во Франции и других странах пришлось прекратить свободную чеканку серебряных монет. В результате национальные денежные единицы в этих государствах стали носить характер хромающей валюты. Сама золотая марка также до 1907 года включительно была хромающей валютой, так как циркулировала наравне с предшествовавшими ей союзными талерами в соотношении 1 союзный талер = 3 марки.

## Комментарии
1. ↑  Тираж по годам: 1861—10 000, 1862—20 000
2. ↑  Тираж по годам: 1858—26 808, 1866—30 880, 1869—31 527
3. ↑  Тираж по годам: 1857—1 560 413, 1858—2 283 473, 1859—2 661 100, 1860 — 2 470 744, 1861 — 2 682 300, 1862 — 2 586 506, 1863 — 2 586 506, 1864 — 1 457 699 (совместный тираж с монетами следующего типа)
4. ↑  Тираж по годам: 1864—1 457 699 (совместный тираж с монетами следующего типа), 1865—1 143 927, 1866—1 075 374, 1867—594 636, 1868—312 332, 1869—277 253, 1870—263 583, 1871—718 023; мадонненталер 1865 года в отличие от других монет не имел указания года выпуска
5. ↑  Тираж по годам: 1857—18 590, 1858—231 660, 1859—288 760, 1860—173 590, 1861—358 240, 1862—399 740, 1863—325 990, 1864—321 900, 1865—265 150 (совместный тираж с монетами следующего типа)
6. ↑  Тираж по годам: 1865—265 150 (совместный тираж с монетами следующего типа), 1866—149 280, 1867—96 380, 1868—101 970, 1869—62 400, 1870—31 510, 1871—н/д
7. ↑  Тираж по годам: 1858—49 088, 1859—29 657, 1865—20 000, 1866, 1867, 1870—107 419 (суммарно для трёх годов), 1871 — 48 320
8. ↑  Тираж по годам: 1859—14 304, 1867—18 925
9. ↑  Тираж по годам: 1857—451 752, 1858—644 104, 1859—1 332 661, 1860—645 388, 1861—753 945, 1862—648 216, 1863—620 843, 1864—532 897
10. ↑  Тираж по годам: 1865—275 848, 1866—345 783, 1867—164 534, 1868—78 216, 1869—31 000, 1870—44 000
11. ↑  Тираж по годам: 1857—273 750, 1858—431 612, 1859—554 058, 1860—790 427, 1861—736 446, 1862—133 268, 1863—232 835, 1864—157 521, 1865—н/д, 1866—159 119
12. ↑  Тираж по годам: 1858—61 958, 1859—36 511, 1860—31 295, 1861—31 950, 1862—32 023, 1863—32 416, 1864—31 793, 1865—31 379
13. ↑  Тираж по годам: 1858—5 000, 1859—6 579, 1860—6 593, 1861—6 588, 1862—6 592, 1863—6 575
14. ↑  Тираж по годам: 1857—91 000, 1858—536 700, 1859—594 122, 1860—607 918, 1861—413 946, 1862—242 347, 1863—215 141, 1864—73 080, 1865—77 699, 1866—59 053, 1867—24 327, 1868—47 637, 1869—33 822, 1870—39 109, 1871—33 488
15. ↑  Тираж по годам: 1860—25 600, 1866—17 500
16. ↑  Тираж по годам: 1859—49 780, 1860—30 030
17. ↑  Тираж по годам: 1858—16 800, 1860—46 745, 1866—72 040
18. ↑  Тираж по годам: 1857—836 494, 1858 — 1 120 495, 1859 — 17 600 000, 1860 — 17 428 876, 1861 — 10 000
19. ↑  Тираж по годам: 1857—47 000, 1858 — 95 000, 1859 — 94 000, 1860—297 577
20. ↑  Тираж по годам: 1861—69 930, 1862—145 000
21. ↑  Тираж по годам: 1861—13 716 253, 1862—6 057 150, 1863—1 667 570
22. ↑  Тираж по годам: 1864—1 379 059, 1865—2 583 732, 1866А—23 909 072, 1866В — 33 999, 1867А — 31 390 303, 1867В — 593 095, 1867С — 179 482, 1868А — 6 286 186, 1868В — 48 297, 1868С — 5 139, 1869А — 3 630 189, 1869В — 370 375, 1869С — 44 219, 1870А — 3 139 987, 1870В — 611 475, 1870С — 190 461, 1871А — 7 600 109, 1871В — 245 077, 1871С — 28 289
23. ↑  Тираж по годам: 1858—10 000, 1862—10 000
24. ↑  Тираж по годам: 1857—969 375, 1858—1 626 140, 1859—2 490 337
25. ↑  Тираж по годам: 1860—2 669 127, 1861—1 408 523
26. ↑  Тираж по годам: 1861—1 070 376, 1862—2 134 477, 1863—1 471 370, 1864—1 904 418, 1865—1 334 620, 1866—1 181 268, 1867—2 020 476, 1868—1 683 062, 1869—1 622 153, 1870 —1 693 112, 1871—1 687 284
27. ↑  Тираж по годам: 1857—35 000, 1858—34 000
28. ↑  Тираж по годам: 1858—61 000, 1859—94 000, 1860—297 577, 1861—16 000
29. ↑  Тираж по годам: 1861—130 000, 1862—145 000, 1863—135 000, 1864—120 000, 1865—221 000, 1866—185 000, 1867—175 143, 1868—181 000, 1869—190 000, 1870—235 700, 1871—203 000
30. ↑  Тираж по годам: 1858—31 872, 1864—22 200, 1869—22 700
31. ↑  Тираж по годам: 1858—63 000, 1866—44 000, 1870—45 000
32. ↑  Тираж по годам: 1862—40 000, 1864—40 000, 1870—21 500
33. ↑  Тираж по годам: 1859—39 864, 1860—40 356, 1861—40 356, 1862—40 356, 1863—40 356, 1866—40 356
34. ↑  Тираж по годам: 1859—15 000, 1865—10 400, 1870—11 000
35. ↑  Тираж по годам: 1858—16 560, 1859—6 000, 1862—47 859, 1863—11 000
36. ↑  Тираж по годам: 1857—н/д, 1858 — 11 587
37. ↑  Тираж по годам: 1859—282 889, 1860 — 1 699 896
38. ↑  Тираж по годам: 1862—312 000, 1863 — 21 000, 1864—105 013, 1865—206 693
39. ↑  Тираж по годам: 1857—1858 — 9 154 000, 1859A — 4 949 000, 1859B, 1859E, 1859M — н/д, 1860A — 1 620 000, 1860V — 43 000, 1861A — 3 140 000, 1861B, 1961E, 1861V — н/д, 1862A — 998 000, 1862B, 1862V — н/д, 1863A — 2 209 000, 1863B, 1863E, 1863V — н/д, 1864A — 2 636 000, 1864B — н/д, 1864E — 556 000, 1864V — 107 000, 1865A — 2 085 000, 1865B, 1965E, 1865V — н/д
40. ↑  Тираж по годам: 1866 — 1 236 000, 1867—850 000, 1868—168 000